# 奧馬查區
奧馬查區（西班牙語：Distrito de Omacha），是秘魯的一個區，位於該國南部庫斯科大區的帕魯羅省，始建於1857年1月2日，面積436.21平方公里，海拔高度3,887米，2017年人口5,443，人口密度每平方公里12人。